# 1985-ös Fiatal Táncosok Eurovíziója
Az 1985-ös Fiatal Táncosok Eurovíziója volt az első Fiatal Táncosok Eurovíziója, melyet Olaszországban, Reggio Emiliában rendeztek meg. A pontos helyszín a Teatro Municipale volt. A döntőre 1985. június 16-án került sor.

## A helyszín és a verseny
A verseny pontos helyszíne az olaszországi Reggio Emiliában található Teatro Municipale volt, mely 1 150 fő befogadására alkalmas.
| Olaszország Reggio Emilia |

## A résztvevők
Az első verseny mezőnyét tizenegy ország táncosai alkották, az országok a következőek voltak: Belgium, az Egyesült Királyság, Finnország, Franciaország, Hollandia, Németország, Norvégia, Olaszország, Spanyolország, Svájc és Svédország.

## Döntő
A döntőt 1985. június 16-án rendezték tizenegy ország részvételével. A végső döntést a szakmai zsűri hozta meg.
| #  | Ország             | Táncos                                    | Tánc | Koreográfus | Helyezés |
| -- | ------------------ | ----------------------------------------- | ---- | ----------- | -------- |
| 01 | Finnország         | Anneke Lönnroth                           |      |             | —        |
| 02 | Spanyolország      | Arantxa Argüelles                         |      |             | 1.       |
| 03 | Belgium            | Ariane van de Vyver és Ben Huys           |      |             | —        |
| 04 | Norvégia           | Arne Fagerholt                            |      |             | 2.       |
| 05 | Franciaország      | Christine Landaulet és Stephane Elizabeth |      |             | —        |
| 06 | Hollandia          | Jeanette den Blijker és Ruben Brugman     |      |             | —        |
| 07 | Egyesült Királyság | Maria Almeida és Errol Pickford           |      |             | —        |
| 08 | Svédország         | Mia Stagh és Göran Svalberg               |      |             | 3.       |
| 09 | Olaszország        | Sabrina Vitangeli                         |      |             | —        |
| 10 | Németország        | Stefanie Eckhof                           |      |             | —        |
| 11 | Svájc              | Xavier Ferla                              |      |             | —        |

## Térkép

Részt vevő országok